# Хельбинг, Карл-Хайнц
Карл-Хайнц Хельбинг (нем. Karl-Heinz Helbing; 7 марта 1957, Майнц-Кастель, Германия) — немецкий борец греко-римского стиля, призёр Олимпийских игр, призёр чемпионата мира, десятиикратный чемпион ФРГ (1976—1985)  

## Биография
Начав заниматься борьбой в 12 лет, уже в 16 лет стал чемпионом Германии в возрастной группе до 21 года, а в 17 лет в возрастной группе до 18 лет. В 1974 году был восьмым на чемпионате мира среди юниоров. 
В 1975 и 1976 годах становился бронзовым призёром Гран-при Германии. В 1975 году был вторым на чемпионате Германии. В 1976 году на чемпионате Европы остался седьмым и впервые стал чемпионом ФРГ (вплоть до окончания карьеры в 1985 году он это звание не уступал никому) 
На Летних Олимпийских играх 1976 года в Монреале боролся в полусреднем весе (до 74 килограммов). Регламент турнира оставался с начислением штрафных баллов, но сменилось количество баллов, начисляемых за тот или иной результат встречи. За чистую победу штрафные баллы не начислялись, за победу с явным преимуществом начислялось 0,5 штрафных балла, за победу по очкам 1 балл, за ничью 2 или в случае пассивной ничьи 2,5 балла, за поражение с явным преимуществом соперника 3,5 балла и за чистое поражение 4 балла. Как и прежде, борец, набравший 6 штрафных баллов, из турнира выбывал. Титул оспаривали 18 борцов.
Девятнадцатилетний немецкий борец не был никому известен и как фаворит не рассматривался. Однако после поражения (дисквалификация за пассивность) в первом же круге от будущего чемпиона Анатолий Быков, Карл-Хайнц Хельбинг в остальных встречах не набрал ни одного штрафного балла, и после пятого круга обеспечил себе призовое место. Во встрече за серебряную медаль молодой борец потерпел поражение от многоопытного Витезслава Махи и остался с бронзовой медалью.  
| Выступление на Олимпийских играх 1976 года | Выступление на Олимпийских играх 1976 года | Выступление на Олимпийских играх 1976 года | Выступление на Олимпийских играх 1976 года | Выступление на Олимпийских играх 1976 года | Выступление на Олимпийских играх 1976 года | Выступление на Олимпийских играх 1976 года | Выступление на Олимпийских играх 1976 года |
| Круг                                       | Соперник                                   | Страна                                     | Результат                                  | Счёт                                       | Баллы                                      | Всего баллов                               | Время схватки                              |
| ------------------------------------------ | ------------------------------------------ | ------------------------------------------ | ------------------------------------------ | ------------------------------------------ | ------------------------------------------ | ------------------------------------------ | ------------------------------------------ |
| 1                                          | Анатолий Быков                             | Союз Советских Социалистических Республик  | Поражение                                  | Дисквалификация                            | -4                                         | -4                                         | 7:56                                       |
| 2                                          | Янко Шопов                                 | Болгария                                   | Победа                                     | Дисквалификация                            | 0                                          | -4                                         | 4:34                                       |
| 3                                          | Петрос Галактопулос                        | Соединённые Штаты Америки                  | Победа                                     | Туше                                       | 0                                          | -4                                         | 3:55                                       |
| 4                                          |                                            |                                            |                                            |                                            | 0                                          | -4                                         |                                            |
| 5                                          | Микко Хухтала                              | Финляндия                                  | Победа                                     | Туше                                       | 0                                          | -4                                         | 2:09                                       |
| 6                                          | Витезслав Маха                             | Чехословакия                               | Поражение                                  | Дисквалификация                            |                                            |                                            | 8:52                                       |

В 1977 году выступал на чемпионате мира ещё среди юниоров, где был вторым. В том же году на чемпионате мира среди взрослых был седьмым, а на Гран-при Германии шестым. В 1978 году на чемпионате Европы был шестым, на Гран-при Германии пятым, на чемпионате мира десятым. В 1979 году завоевал бронзовую медаль чемпионата мира, стал четвёртым на Гран-при Германии, и остался десятым на чемпионате Европы. В 1980 году на чемпионате Европы остался четвёртым. В Олимпийских играх 1980 года не участвовал по известным причинам. В 1981 году был пятым на Гран-при Германии, двенадцатым на чемпионате Европы, десятым на чемпионате мира. В 1982 году был шестым на Гран-при Германии, седьмым на чемпионате мира, двенадцатым на чемпионате Европы и завоевал Кубок мира. В 1983 году был четвёртым на Гран-при Германии и восьмым на чемпионате мира. В 1984 году был снова четвёртым на Гран-при Германии и четвёртым же на чемпионате Европы. 
На Летних Олимпийских играх 1984 года в Лос-Анджелесе боролся в категории до 74 килограммов (полусредний вес). Участники турнира, числом в 17 человек в категории, были разделены на две группы. За победу в схватках присуждались баллы, от 4 баллов за чистую победу и 0 баллов за чистое поражение. Когда в каждой группе определялись три борца с наибольшими баллами (борьба проходила по системе с выбыванием после двух поражений), они разыгрывали между собой места в группе. Затем победители групп встречались в схватке за первое-второе места, занявшие второе место — за третье-четвёртое места, занявшие третье место — за пятое-шестое места. 
Карл-Хайнц Хельбинг заняв в своей группе пятое место, из дальнейшего турнира выбыл. 
| Выступление на Олимпийских играх 1984 года | Выступление на Олимпийских играх 1984 года | Выступление на Олимпийских играх 1984 года | Выступление на Олимпийских играх 1984 года | Выступление на Олимпийских играх 1984 года | Выступление на Олимпийских играх 1984 года | Выступление на Олимпийских играх 1984 года | Выступление на Олимпийских играх 1984 года |
| Круг                                       | Соперник                                   | Страна                                     | Результат                                  | Счёт                                       | Баллы                                      | Всего баллов                               | Время схватки                              |
| ------------------------------------------ | ------------------------------------------ | ------------------------------------------ | ------------------------------------------ | ------------------------------------------ | ------------------------------------------ | ------------------------------------------ | ------------------------------------------ |
| 1                                          | Оскар Стратико                             | Аргентина                                  | Победа                                     | 12-0 (за явным преимуществом)              | 4                                          | 4                                          | 2:23                                       |
| 2                                          | Ким Ён Нам                                 | Республика Корея                           | Поражение                                  | 2-7                                        | 1                                          | 5                                          | 9:00                                       |
| 3                                          | Крис Катальфо                              | Соединённые Штаты Америки                  | Поражение                                  | 3-13                                       | 0,5                                        | 5,5                                        | 9:00                                       |

В 1985 году остался шестым на чемпионате мира, и наконец-то попал в число призёров на Гран-при Германии, став третьим. 
В 1986 году закончил карьеру.
По своей первой профессии сантехник, являлся сотрудником компании Stadtwerke Mainz. Затем был менеджером в ряде спортивных клубов, например ASV Mainz 1888, RWG Mömbris-Königshofen, TSV Gailbach. Затем стал тренером в Рейнгессене, сейчас является главным тренером команды  WKG Untere Nahe Бад-Кройцнаха и ассистентом тренера женской сборной Германии по борьбе. 
В Бад-Кройцнахе проводится турнир на приз Карл-Хайнца Хельбинга 
Имеет восемь детей, одна из его дочерей Сабрина — чемпионка Европы по борьбе.